# Régime de banalité
Le régime de banalité dans le domaine ferroviaire est le fait que n'importe quelle équipe de conduite peut conduire n'importe quelle locomotive.

## Époque de lalocomotive à vapeur
Du temps des locomotives à vapeur chaque machine de ligne était associée à une équipe de conduite : le chauffeur et le mécanicien, on appelait cette équipe l'« équipe titulaire ».
Avant la Seconde Guerre mondiale seules quelques locomotives se conduisaient en régime de banalité, et encore du fait d'essais menés par les anciennes compagnies pour améliorer le rendement des machines. Mais chaque locomotive est différente au sens qu'une locomotive d'une série ne fonctionne pas de la même façon qu'une autre de la même série. De fait les différentes expériences ne furent jamais à la hauteur des espoirs des anciennes compagnies : le rendement augmenta, mais les frais d'entretien aussi. De plus les locomotives compound étaient particulièrement difficiles à conduire et une fois que l'équipe savait comment la conduire il valait mieux la laisser en place avec la machine.
C'est avec les 140 U de l'armée américaine que fut expérimenté par la SNCF le système de conduite en banalité. Dès l'automne 1944, sur l'artère Marseille-Lyon-Dijon où les transports de guerre par voies ferrées se révéleront d'une importance vitale, la traction des trains sera assurée de manière extrêmement soutenue par des 140 U chauffées au fioul. Ces locomotives effectuaient des étapes quotidiennes sans ravitaillement en combustible de Marseille à Lyon, avec des relais d'équipes de conduite à Avignon et Valence. Ces méthodes d'utilisation très efficaces seront retenues par la SNCF pour être appliquées aux 141 R, dont 620 unités bénéficieront également de la chauffe au fioul.
Après la Seconde Guerre mondiale, la banalisation des machines fut instaurée à la SNCF avec l'arrivée des 141 R. La simplicité de conduite de ces nouvelles locomotives étant une qualité très appréciée en cette période d'effort de reconstruction du pays.

## Époque de lalocomotive dieseletlocomotive électrique
Du fait de la facilité de conduite de ces machines il ne fut plus décidé d'affecter une équipe ou un conducteur à une machine définie. La titularisation est dès lors définitivement abandonnée et la banalisation est de mise sur toutes les locomotives.